# 초콜릿 박물관 (대한민국)
초콜릿 박물관은 2002년 5월 5일에 제주특별자치도 서귀포시 대정읍 일과리 551 농공단지에 위치한 초콜릿 박물관이다.

## 정보

### 관람시간
- 연중무휴
- 11~02월 오전 10시~오후 5시
- 07~08월 오전 10시~오후 7시
- 03~06월, 09~10월 오전 10시~오후 6시

### 입장료
- 성인 6,000원
- 어린이 4,000원
- 6세 미만 65세 이상 무료